# Bolesław Skwarczyński
Bolesław Skwarczyński ps. „Korczak” (ur. 4 maja 1885 w Tarnopolu, zm. 25 kwietnia 1967 w Tarnowie) – polski doktor praw, sędzia, urzędnik, starosta w II Rzeczypospolitej.

## Życiorys

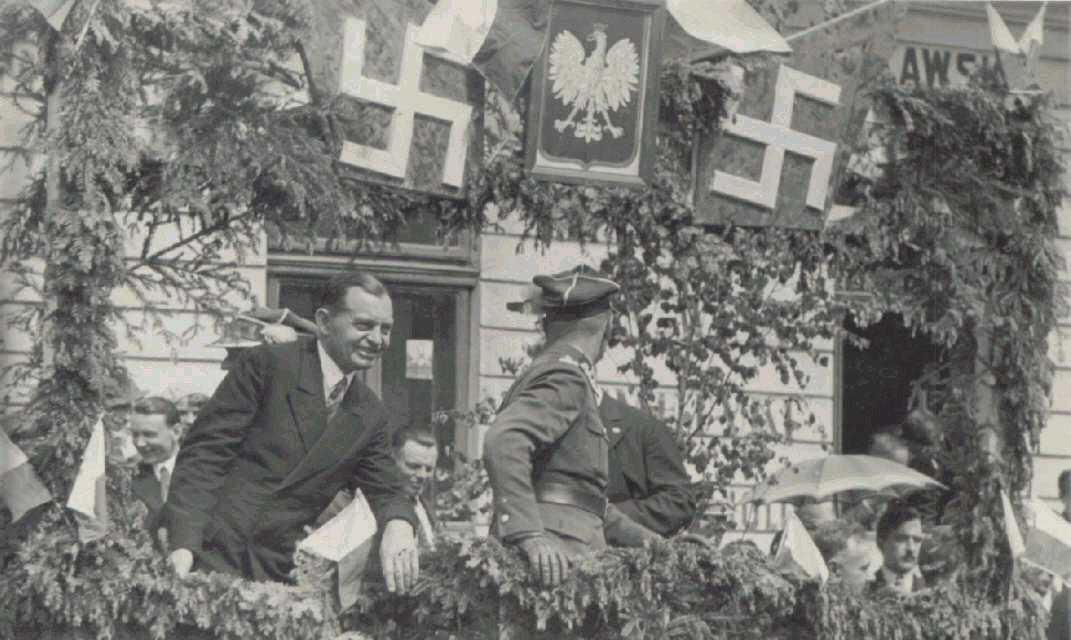
Starosta Skwarczyński podczas święta 2 Pułku Strzelców Podhalańskich w Sanoku (1936)

Urodził się 4 maja 1885 w Tarnopolu. Był najstarszym synem Karola Skwarczyńskiego (1849-1921, profesor gimnazjalny w Tarnopolu, w Tarnowie) i Adolfiny z domu Ostrowskiej (1857-), bratem Mieczysława (1890-, podpułkownik lekarz Wojska Polskiego) i Bronisława (1899-1947, także żołnierz, inżynier mechanik), miał także dwie siostry.
Po przeniesieniu z rodziną do Tarnowa w tamtejszym C. K. Gimnazjum, w którym w 1903 ukończył VIII klasę i zdał egzamin dojrzałości (w jego klasie był Marian Kukiel). Od 1904 do 1908 odbywał studia prawa na Wydziale Prawa Uniwersytetu Jagiellońskiego. Od 1909 do 1910 praktykował w C. K. Sądzie Obwodowym w Tarnowie, po czym pracował tamże w charakterze auskultanta Galicji wschodniej przydzielony z C. K. Wyższego Sądu Krajowego w Krakowie. Potem już ze stopniem doktora praw od 1911 do 1913 był sędzią w C. K. Sądzie Powiatowym w Tyczynie. Od 1913 do stycznia 1918 jako sędzia C. K. Sądu Obwodowego w Tarnowie był przydzielony do Prokuratorii Państwa w Nowym Sącz. Od stycznia 1918 ponownie pracował w Tarnowie. 
Po odzyskaniu przez Polskę niepodległości i nastaniu II Rzeczypospolitej pracował jako sędzia w Krakowie. Od 1920 do 1922 był sekretarzem w urzędzie starostwa powiatu tarnowskiego, po czym z dniem 10 sierpnia 1923 został mianowany kierownikiem starostwa powiatu pilzneńskiego. Później sprawował urząd starosty powiatu żywieckiego od 1925, powiatu kołomyjskiego od 1927. Od sierpnia 1930 był starostą powiatu tarnowskiego. Z tego stanowiska w 1932 został przeniesiony na urząd starosty powiatu sanockiego, które pełnił do lutego 1935. Od lutego 1935 do czerwca 1935 był starostą powiatowym w Lipnie, następnie został zwolniony ze służby. Pełniąc funkcję starosty sanockiego, był inicjatorem powstania oraz został protektorem i prezesem Towarzystwa Przyjaciół Ziemi Sanockiej, wybrany 25 lipca 1934. W tym czasie w myśl projektu ministerialnego utworzono Muzeum Ziemi Sanockiej w Sanoku, którego Bolesław Skwarczyński był współinicjatorem powstania i został pierwszym dyrektorem w latach 1934–1939. Dzięki społecznej pracy Bolesława Skwarczyńskiego, Aleksandra Rybickiego, Adama Fastnachta, inż. Tadeusza Żurowskiego, Stefana Stefańskiego oraz Kazimierza i Tadeusza Żniowskich zbiory Muzeum szybko się powiększały. Funkcję jego sekretarza pełnił były legionista Jerzy Adamski (brat Tadeusza, szwagier Wacława i Władysława Brzozowskich). W latach 30. był przewodniczącym Związku Strzeleckiego w Sanoku. 27 stycznia 1935 został członkiem zarządu oddziału Ligi Morskiej i Kolonialnej w Sanoku. Wiosną 1935 wszedł w skład komitetu organizacyjnego przyszłego koła historyków w Sanoku, tworzono z inicjatywy prof. Kazimierza Hartleba. Jako emerytowany urzędnik przed wyborami parlamentarnymi do Sejmu RP w 1935 został mianowany komisarzem wyborczym w okręgu wyborczym nr 77.
Według Edwarda Zająca B. Skwarczyński zamieszkiwał w Sanoku w kamienicy przy ulicy Henryka Sienkiewicza, gdzie siedzibę miało starostwo sanockie. W 1938 Bolesław Skwarczyński był przypisany do adresu przy ulicy Bartosza Głowackiego 10 w Sanoku.
W okresie II wojny światowej Bolesław Skwarczyński był sędzią Cywilnych Sądów Specjalnych w Krośnie, Miechowie i Tarnowie. Uczestniczył w operacji „Most”. Utworzył firmę „Drewno”.
Po wojnie pozostawał w Tarnowie, był zatrudniony w Miejskim Handlu Detalicznym, spółdzielni mieszkaniowej oraz na stanowisku administratora kamienic prywatnych.
Zmarł 25 kwietnia 1967 i został pochowany w grobowcu rodziny Szantrochów na Starym Cmentarzu w Tarnowie (kwatera XX, nr 8). Wraz z nim spoczęła jego żona Jadwiga z domu Szantroch (ur. 1891, zm. 7 kwietnia 1967, na krótko przed śmiercią męża), siostra Tadeusza (1888-1942, nauczyciel, profesor, literat, ofiara obozu KL Auschwitz), Władysław Szantroch (1890-1963, nauczyciel) i dr Zygmunt Szantroch (1894-1940, lekarz, profesor UJ, ofiara zbrodni katyńskiej). Oboje mieli syna Zygmunta Jerzego.

## Ordery i odznaczenia
- Krzyż Kawalerski Orderu Odrodzenia Polski (1939)[41]
- Złoty Krzyż Zasługi (11 listopada 1934)[42][43][44][45]
- Złota Odznaka Honorowa Ligi Obrony Powietrznej i Przeciwgazowej I stopnia[46]
- Odznaka Honorowa Polskiego Czerwonego Krzyża II stopnia (1935)[47]
- Krzyż Jubileuszowy dla Cywilnych Funkcjonariuszów Państwowych – Austro-Węgry (przed 1912)[6]